# 80 kilometer
80 kilometer er en dansk propagandafilm fra 1955 med instruktion og manuskript af Ingolf Boisen. Filmen er produceret for Rådet for større færdselssikkerhed.

## Handling
En stor, ældre Buick kører ud af landevejen. Den drejer af til en byggeplads, hvor den bliver hejst op i en høj byggekran. Rundt om står tilskuere, færdselseksperter, politifolk og fotografer for at overvære et "farteksperiment". Fra 25 meters højde styrtes bilen ned mod en betonflade og ødelægges fuldstændig. Filmen fortæller, at det er, hvad farten kan medføre, det samme resultat, som hvis vognen med en hastighed af 80 km var kørt ind i en mur eller i en anden bil af samme fart, køler mod køler.